# Договор по морскому дну
Договор о запрещении размещения на дне морей и океанов и в его недрах ядерного оружия и других видов оружия массового уничтожения (англ. Treaty on the Prohibition of the Emplacement of Nuclear Weapons and Other Weapons of Mass Destruction on the Sea-Bed and the Ocean Floor and in the Subsoil thereof), также известный как Договор по морскому дну (англ. Seabed Treaty) или Договор о контроле оружия на морском дне (англ. Seabed Arms Control Treaty) — многостороннее соглашение, заключённое между США, СССР, Великобританией и ещё 91 страной о запрете размещения ядерного оружия или оружия массового поражения на дне океана за пределами 22 км (12 морских миль) от побережья. Страны, подписавшие договор, имеют право вести наблюдение за другими подписавшими договор странами для контроля исполнения договора. Договор по морскому дну, равно как и договор об Антарктике, договор о космосе и договоры о безъядерных зонах, разработан с целью предотвращения возникновения очередных международных конфликтов и попадания в их зону хоть какого-то ядерного оружия.

## История
В 1960-е годы развитие технологий океанографии и возросший интерес к обширным и почти не используемым природным ресурсам на дне океана привёл к заключению, что отсутствие чётко установленных норм права может спровоцировать очередные конфликты из-за морского дна. Возникали риски того, что некоторые страны могут использовать морское дно в качестве какой-либо военной базы, в том числе и в качестве шахт для запуска ракет с ядерными боеголовками.
В соответствии с предложением, предоставленным мальтийским послом Пардо в августе 1967 года Генеральному секретарю ООН У Тан, 18 декабря 1967 года Генеральная Ассамблея ООН создала ad hoc комитет, который должен был изучить способы сохранения морского дна исключительно для мирного применения. Комитет стремился удостовериться, что эксплуатация и использование морского и океанского дна будут проводиться исключительно в соответствии с принципами и целями Устава ООН, в интересах поддержания международного мира, безопасности и ради пользы человечеству. В 1968 году комитет стал постоянным, а вопросы о вооружении были доверены Комитету восемнадцати государств по разоружению, а потом и его преемнику в лице Конференции при комитете по разоружению. 18 марта 1969 года президент США Ричард Никсон призвал американскую делегацию в данном комитете начать обсуждение факторов, важных для подписания международного соглашения о запрете размещения оружия массового уничтожения на морском и океанском дне, чтобы оно в будущем предотвратило очередную гонку вооружений.

## Содержание
Договор состоит из 11 статей. Основным положением является полный запрет на установку и размещение на дне морей и океанов, а также в его недрах за пределами 22 км (12 морских миль) прибрежной зоны любые виды оружия массового уничтожения, все сооружения, пусковые установки и иные устройства для хранения, испытания или применения подобного оружия. Участникам договора запрещается помощь, поощрение или побуждение любого государства к осуществлению подобных действий; в рамках системы проверки любой участник может проверять исполнение договора другой страной-участником. Страна имеет право выйти из договора при условии уведомления за 3 месяца всех остальных его участников и Совета безопасности ООН, однако участники вместе с тем обязаны вести переговоры о предотвращении гонки вооружений на дне морей и океанов.

## Статус

### Страны-участники договора
7 декабря 1970 года договор был одобрен на 25-й сессии Генеральной Ассамблеи ООН, а 11 февраля 1971 года был открыт для подписания одновременно в Вашингтоне, Лондоне и Москве. 18 мая 1972 года договор вступил в силу после того, как его ратифицировали 25 стран, включая США, Великобританию и СССР. По состоянию на октябрь 2018 года 94 страны стали участниками договора, а ещё 21 подписала договор, но не ратифицировала его. Подписание договора производилось в разных городах: в таблицах ниже буквами L, M и W обозначены Лондон, Москва и Вашингтон как города, где той или иной страной был подписан данный договор.
| Государство              | Дата подписания                    | Дата сдачи ратификационных грамот               | Способ                                                |
| ------------------------ | ---------------------------------- | ----------------------------------------------- | ----------------------------------------------------- |
| Афганистан               | 11 фев 1971 (L, M, W)              | 22 апр 1971 (M) 23 апр 1971 (L) 21 мая 1971 (W) | Ратификация                                           |
| Алжир                    |                                    | 27 янв 1992 (W)                                 | Присоединение                                         |
| Антигуа и Барбуда        |                                    | 16 ноя 1988 (W) 26 дек 1988 (M) 26 янв 1989 (L) | Выход из состава Великобритании                       |
| Аргентина                | 3 сен 1971 (L, M, W)               | 21 мар 1983 (L, M, W)                           | Ратификация                                           |
| Австралия                | 11 фев 1971 (L, M, W)              | 23 янв 1973 (L, M, W)                           | Ратификация                                           |
| Австрия                  | 11 фев 1971 (L, M, W)              | 10 авг 1972 (L, M, W)                           | Ратификация                                           |
| Багамские Острова        |                                    | 7 июн 1989 (W)                                  | Присоединение                                         |
| Беларусь                 | 3 мар 1971 (M)                     | 14 сен 1971 (M)                                 | Ратификация                                           |
| Бельгия                  | 11 фев 1971 (L, M, W)              | 20 ноя 1972 (L, M, W)                           | Ратификация                                           |
| Бенин                    | 18 мар 1971 (W)                    | 19 июн 1986 (M) 2 июл 1986 (L) 7 июл 1986 (W)   | Ратификация                                           |
| Босния и Герцеговина     |                                    | 15 авг 1994 (W)                                 | Выход из состава СФРЮ                                 |
| Ботсвана                 | 11 фев 1971 (W)                    | 10 ноя 1972 (W)                                 | Ратификация                                           |
| Бразилия                 | 3 сен 1971 (L, M, W)               | 10 мая 1988 (L, W) 4 авг 1988 (M)               | Ратификация                                           |
| Болгария                 | 11 фев 1971 (L, M, W)              | 16 апр 1971 (M) 7 мая 1971 (W) 26 мая 1971 (L)  | Ратификация                                           |
| Канада                   | 11 фев 1971 (L, M, W)              | 17 мая 1972 (L, M, W)                           | Ратификация                                           |
| Кабо-Верде               |                                    | 24 окт 1979 (M)                                 | Присоединение                                         |
| ЦАР                      | 11 фев 1971 (W)                    | 9 июл 1981 (W)                                  | Ратификация                                           |
| Китай                    |                                    | 28 фев 1991 (L, M, W)                           | Присоединение                                         |
| Республика Конго         |                                    | 23 окт 1978 (W)                                 | Присоединение                                         |
| Кот-д’Ивуар              |                                    | 14 янв 1972 (M, W)                              | Присоединение                                         |
| Куба                     |                                    | 3 июн 1977 (M)                                  | Присоединение                                         |
| Кипр                     | 11 фев 1971 (L, M, W)              | 17 ноя 1971 (L, M) 30 дек 1971 (W)              | Ратификация                                           |
| Чехия                    |                                    | 1 янв 1993 (W) 5 апр 1993 (L) 9 апр 1993 (M)    | Выход из состава Чехословакии                         |
| Дания                    | 11 фев 1971 (L, M, W)              | 15 июн 1971 (L, M, W)                           | Ратификация                                           |
| Доминиканская Республика | 11 фев 1971 (W)                    | 11 фев 1972 (W)                                 | Ратификация                                           |
| Эфиопия                  | 11 фев 1971 (L, M, W)              | 12 июл 1977 (L) 14 июл 1977 (M, W)              | Ратификация                                           |
| Финляндия                | 11 фев 1971 (L, M, W)              | 8 июн 1971 (L, M, W)                            | Ратификация                                           |
| Германия                 | 8 июн 1971 (L, M, W)               | 18 ноя 1975 (L, W)                              | Ратификация                                           |
| Гана                     | 11 фев 1971 (L, M, W)              | 9 авг 1972 (W)                                  | Ратификация                                           |
| Греция                   | 11 фев 1971 (M) 12 фев 1971 (W)    | 28 мая 1985 (L, M, W)                           | Ратификация                                           |
| Гватемала                | 11 фев 1971 (W)                    | 1 апр 1996 (W)                                  | Ратификация                                           |
| Гвинея-Бисау             |                                    | 20 авг 1976 (M)                                 | Присоединение                                         |
| Венгрия                  | 11 фев 1971 (L, M, W)              | 13 авг 1971 (L, M, W)                           | Ратификация                                           |
| Исландия                 | 11 фев 1971 (L, M, W)              | 30 мая 1972 (L, M, W)                           | Ратификация                                           |
| Индия                    |                                    | 20 июл 1973 (L, M, W)                           | Присоединение                                         |
| Иран                     | 11 фев 1971 (L, M, W)              | 26 авг 1971 (L, W) 6 сен 1971 (M)               | Ратификация                                           |
| Ирак                     | 22 фев 1971 (M)                    | 13 сен 1972 (M)                                 | Ратификация                                           |
| Ирландия                 | 11 фев 1971 (L, W)                 | 19 авг 1971 (L, W)                              | Ратификация                                           |
| Италия                   | 11 фев 1971 (L, M, W)              | 3 сен 1974 (L, M, W)                            | Ратификация                                           |
| Ямайка                   | 11 окт 1971 (L, W) 14 окт 1971 (M) | 30 июл 1986 (L, M, W)                           | Ратификация                                           |
| Япония                   | 11 фев 1971 (L, M, W)              | 21 июн 1971 (L, M, W)                           | Ратификация                                           |
| Иордания                 | 11 фев 1971 (L, M, W)              | 17 авг 1971 (W) 30 авг 1971 (M) 1 ноя 1971 (L)  | Ратификация                                           |
| Республика Корея         | 11 фев 1971 (L, W)                 | 25 июн 1987 (L, W)                              | Ратификация                                           |
| Лаос                     | 11 фев 1971 (L, W) 15 фев 1971 (M) | 19 окт 1971 (L) 22 окт 1971 (M) 3 ноя 1971 (W)  | Ратификация                                           |
| Латвия                   |                                    | 24 июн 1992 (L) 3 авг 1992 (W) 21 авг 1992 (M)  | Присоединение                                         |
| Лесото                   | 8 сен 1971 (W)                     | 3 апр 1973 (W)                                  | Ратификация                                           |
| Ливия                    |                                    | 6 июл 1990 (M)                                  | Присоединение                                         |
| Лихтенштейн              |                                    | 30 мая 1991 (L, W) 31 мая 1991 (M)              | Присоединение                                         |
| Люксембург               | 11 фев 1971 (L, M, W)              | 11 ноя 1982 (L, M, W)                           | Ратификация                                           |
| Малайзия                 | 20 мая 1971 (L, M, W)              | 21 июн 1972 (L, M, W)                           | Ратификация                                           |
| Мальта                   | 11 фев 1971 (L, W)                 | 4 мая 1971 (W)                                  | Ратификация                                           |
| Маврикий                 | 11 фев 1971 (W)                    | 23 апр 1971 (W) 3 мая 1971 (L) 18 мая 1971 (M)  | Ратификация                                           |
| Мексика                  |                                    | 23 мар 1984 (L, M, W)                           | Присоединение                                         |
| Монголия                 | 11 фев 1971 (L, M)                 | 8 окт 1971 (M) 15 ноя 1981 (L)                  | Ратификация                                           |
| Черногория               |                                    | 3 июн 2006 (M) 12 дек 2006 (L)                  | Выход из состава Сербии и Черногории                  |
| Марокко                  | 11 фев 1971 (M, W) 18 фев 1971 (L) | 26 июл 1971 (L) 5 авг 1971 (W) 18 янв 1972 (M)  | Ратификация                                           |
| Непал                    | 11 фев 1971 (M, W) 24 фев 1971 (L) | 6 июл 1971 (L) 29 июл 1971 (M) 9 авг 1971 (W)   | Ратификация                                           |
| Нидерланды               | 11 фев 1971 (L, M, W)              | 14 янв 1976 (L, M, W)                           | Ратификация                                           |
| Новая Зеландия           | 11 фев 1971 (L, M, W)              | 24 фев 1972 (L, M, W)                           | Ратификация                                           |
| Никарагуа                | 11 фев 1971 (W)                    | 7 фев 1973 (W)                                  | Ратификация                                           |
| Нигер                    | 11 фев 1971 (W)                    | 9 авг 1971 (W)                                  | Ратификация                                           |
| Норвегия                 | 11 фев 1971 (L, M, W)              | 28 июн 1971 (L, M) 29 июн 1971 (W)              | Ратификация                                           |
| Панама                   | 11 фев 1971 (W)                    | 20 мар 1974 (W)                                 | Ратификация                                           |
| Филиппины                |                                    | 5 ноя 1993 (L)                                  | Присоединение                                         |
| Польша                   | 11 фев 1971 (L, M, W)              | 15 ноя 1971 (L, M, W)                           | Ратификация                                           |
| Португалия               |                                    | 24 июн 1975 (L, M, W)                           | Присоединение                                         |
| Катар                    |                                    | 12 ноя 1974 (L)                                 | Присоединение                                         |
| Румыния                  | 11 фев 1971 (L, M, W)              | 10 июл 1972 (L, M, W)                           | Ратификация                                           |
| Россия                   | 11 фев 1971 (L, M, W)              | 18 мая 1972 (L, M, W)                           | Ратификация                                           |
| Руанда                   | 11 фев 1971 (W)                    | 20 мая 1975 (L, M, W)                           | Ратификация                                           |
| Сент-Китс и Невис        |                                    | 18 мая 1972 (W)                                 | Присоединение                                         |
| Сент-Винсент и Гренадины |                                    | 13 мая 1999 (L)                                 | Выход из состава Великобритании                       |
| Сан-Томе и Принсипи      |                                    | 24 авг 1979 (M)                                 | Присоединение                                         |
| Саудовская Аравия        | 7 янв 1972 (W)                     | 23 июн 1972 (W)                                 | Ратификация                                           |
| Сербия                   |                                    | 3 июн 2006 (L, M)                               | Выход из состава Сербии и Черногории                  |
| Сейшельские Острова      |                                    | 12 мар 1985 (L) 14 мар 1985 (M) 8 апр 1985 (W)  | Присоединение                                         |
| Сингапур                 | 5 мая 1971 (L, M, W)               | 10 сен 1976 (L, M, W)                           | Ратификация                                           |
| Словакия                 |                                    | 1 янв 1993 (W) 17 мая 1993 (L) 25 июн 1993 (M)  | Выход из состава Чехословакии                         |
| Словения                 |                                    | 7 апр 1992 (L) 20 авг 1992 (W)                  | Выход из состава СФРЮ                                 |
| Соломоновы Острова       |                                    | 17 июн 1981 (L)                                 | Выход из состава Великобритании                       |
| ЮАР                      | 11 фев 1971 (W)                    | 14 ноя 1973 (W) 26 ноя 1973 (L) 30 ноя 1973 (M) | Ратификация                                           |
| Испания                  |                                    | 15 июл 1987 (L, M, W)                           | Присоединение                                         |
| Свазиленд                | 11 фев 1971 (W)                    | 9 авг 1971 (W)                                  | Ратификация                                           |
| Швеция                   | 11 фев 1971 (L, M, W)              | 28 апр 1972 (L, M, W)                           | Ратификация                                           |
| Швейцария                | 11 фев 1971 (L, M, W)              | 4 мая 1976 (L, M, W)                            | Ратификация                                           |
| Того                     | 2 апр 1971 (W)                     | 28 июн 1971 (W)                                 | Ратификация                                           |
| Тунис                    | 11 фев 1971 (L, M, W)              | 22 окт 1971 (M) 28 окт 1971 (L) 29 окт 1971 (W) | Ратификация                                           |
| Турция                   | 25 фев 1971 (L, M, W)              | 19 окт 1972 (W) 25 окт 1972 (L) 30 окт 1972 (M) | Ратификация                                           |
| Украина                  | 3 мар 1971 (M)                     | 3 сен 1971 (M)                                  | Ратификация                                           |
| Великобритания           | 11 фев 1971 (L, M, W)              | 18 мая 1972 (L, M, W)                           | Ратификация                                           |
| США                      | 11 фев 1971 (L, M, W)              | 18 мая 1972 (L, M, W)                           | Ратификация                                           |
| Вьетнам                  |                                    | 20 июн 1980 (M)                                 | Присоединение как Социалистическая Республика Вьетнам |
| Йемен                    | 23 фев 1971 (M)                    | 1 июн 1979 (M)                                  | Ратификация                                           |
| Замбия                   |                                    | 9 окт 1972 (L) 1 ноя 1972 (W) 2 ноя 1972 (M)    | Присоединение                                         |

### Частично признанные государства
Китайская Республика (или Тайвань), признанная лишь 14 государствами-членами ООН, передала ратификационную грамоту ещё до того, как США установили дипломатические отношения с КНР и стали придерживаться политики одного Китая, признавая только КНР как законное китайское государство. После того, как КНР ратифицировала договор, они заявили о незаконной ратификации договора Китайской Республикой. Тем не менее, Китайская Республика от своих обязательств не отказалась.
| Государство          | Дата подписания | Дата сдачи ратификационных грамот | Способ      |
| -------------------- | --------------- | --------------------------------- | ----------- |
| Китайская Республика | 11 фев 1971     | 22 фев 1972                       | Ратификация |

### Государства, подписавшие, но не ратифицировавшие договор
| Государство           | Дата подписания                                 |
| --------------------- | ----------------------------------------------- |
| Боливия               | 11 фев 1971 (L, M, W)                           |
| Бурунди               | 11 фев 1971 (M, W)                              |
| Камбоджа              | 11 фев 1971 (W)                                 |
| Камерун               | 11 ноя 1971 (M)                                 |
| Колумбия              | 11 фев 1971 (W)                                 |
| Коста-Рика            | 11 фев 1971 (W)                                 |
| Экваториальная Гвинея | 4 июн 1971 (W)                                  |
| Гамбия                | 18 мая 1971 (L) 21 мая 1971 (M) 29 окт 1971 (W) |
| Гвинея                | 11 фев 1971 (M, W)                              |
| Гондурас              | 11 фев 1971 (W)                                 |
| Ливан                 | 11 фев 1971 (L, M, W)                           |
| Либерия               | 11 фев 1971 (W)                                 |
| Мадагаскар            | 14 сен 1971 (W)                                 |
| Мали                  | 11 фев 1971 (W) 15 фев 1971 (M)                 |
| Мьянма                | 11 фев 1971 (L, M, W)                           |
| Парагвай              | 23 фев 1971 (W)                                 |
| Сенегал               | 17 мар 1971 (W)                                 |
| Сьерра-Леоне          | 11 фев 1971 (L) 12 фев 1971 (M) 24 фев 1971 (W) |
| Судан                 | 11 фев 1971 (L) 12 фев 1971 (M)                 |
| Танзания              | 11 фев 1971 (W)                                 |
| Уругвай               | 11 фев 1971 (W)                                 |